# Ferruccio Valcareggi
Ferruccio Valcareggi (12. února 1919 Terst – 2. listopadu 2005 Florencie) byl italský fotbalista a fotbalový trenér.
Jako hráč hrál na postu záložníka a vystřídal řadu klubů.
Jako trenér byl v řadě klubů, ale proslavil se jako trenér italské reprezentace, se kterou získal zlato na ME 1968 a stříbro na MS 1970.

## Úspěchy

### Hráč
FC Bologna
- Coppa Alta Italia: 1945–46

### Trenér

#### Mezinárodní
Itálie
- Mistrovství Evropy: 1968
- Mistrovství světa (finalista): 1970